# Sétima Brigada (Líbia)
Sétima Brigada (em árabe: اللواء السابع مشاة) é um grupo armado líbio, ativo durante a Segunda Guerra Civil Líbia.

## Histórico
A Sétima Brigada é baseada na cidade de Tarhunah. Durante a Segunda Guerra Civil Líbia, Tarhunah era a única cidade no oeste da Líbia a ser controlada por uma única milícia. A brigada é liderada por três irmãos da família al-Kani, que dão ao grupo a alcunha de "Kaniyat".
Antes de 2015, a brigada é pouco conhecida, mas em meados de 2017 começa a estender sua influência para os subúrbios de Trípoli. Posteriormente, passa a reivindicar sua participação no controle do Aeroporto Internacional de Trípoli provocando, em agosto de 2018, os confrontos entre a Sétima Brigada e as brigadas de Trípoli.
A Sétima Brigada reconhece o Governo de União Nacional liderado por Fayez al-Sarraj. Porém em setembro de 2018, durante a Batalha de Trípoli, o Governo de União Nacional e o primeiro-ministro Fayez al-Sarraj afirmam que uma ordem para dissolver a Sétima Brigada foi dada em abril de 2018, entretanto segundo a RFI, seus combatentes ainda recebiam seus salários em agosto de 2018.. 
De acordo com Wolfram Lacher, pesquisador do Instituto Alemão para Assuntos Internacionais e de Segurança (Stiftung Wissenschaft und Politik, SWP), a Sétima Brigada procura parecer uma força regular, mas é na verdade uma aliança muito heterogênea. Conta em suas fileiras com um grande número de ex-soldados do exército de Gaddafi e se beneficia no decorrer do ano de 2018 de reunir diversos grupos insatisfeitos com a situação de Trípoli.